# Percopsidae
Las trucho-percas o percas falsas son la familia de peces Percopsidae, cuyas dos únicas especies existentes en la actualidad se distribuyen por ríos del norte de América del Norte. Su nombre procede del griego perke (perca) y ops (similar).
Tienen la cabeza sin escamas, la aleta dorsal tiene 1 o 2 espinas y 9 a 12 radios blandos mientras que la aleta anal 1 o 2 espinas y 6 o 7 radios blandos, las aletas pélvicas se insertan bajo el tórax y sus radios alcanzan una longitud de 20 cm.

## Géneros y especies
La familia incluye un único género actual con dos especies:
- Percopsis  Agassiz, 1849
  - Percopsis omiscomaycus (Walbaum, 1792)
  - Percopsis transmontana (Eigenmann y Eigenmann, 1892)

También incluye tres géneros fósiles:
- † Amphiplaga Cope 1877
- † Erismatopterus Cope 1870
- † Massamorichthys Murray 1996